# ナジケルート

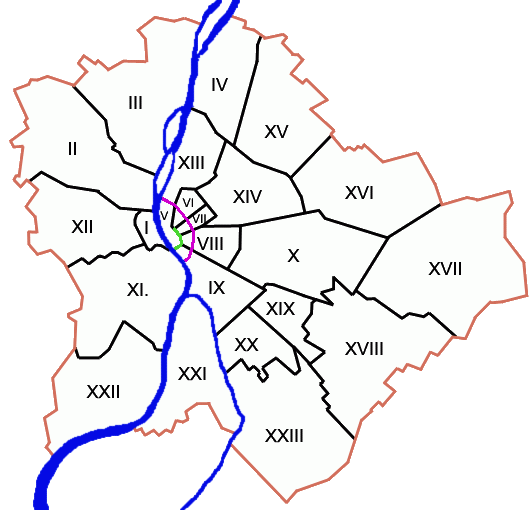
紫色がナジケルート。緑色はキシュケルート

ナジケルート（洪:Nagykörút、大環状線の意）とは、ハンガリーブダペストにあるブールバールであり、ドナウ川にかかるマルギット橋及び同じくドナウ川にかかるペテーフィ橋を結んでいる。また、ドナウ川とこの大通りに挟まれた地区をブダペストの中心地と見做す事もあり、その地域はベルヴァーロシュと呼ばれる。

## 概要
ナジケルートとは聖イシュトヴァーン通り、テレーズ通り、エリザベート通り、ヨーセフ通り、フェレンツ通りの五つ通りを合わせた俗名である。これら五つの通りの名前は旅行者向けの地図やビル等で確認する事が出来る。また、ナジケルートは一般的にはペシュト側のみに用いられるが、橋を渡った向こうにあるブダ側を含める事もしばしばある。

## 位置
ナジケルートの道幅は35mから40mでペシュト側のみ（橋を含まず）でおよそ4.5 kmの長さを有しており、また道の中央にはトラムの路線が通っている。また、ナジケルートはヴァーツィ通りやアンドラーシ通り（ブダペストのドナウ河岸とブダ城地区およびアンドラーシ通りとして世界遺産に登録されている）、ラーコーシ通り、ウルレーイ通り等のいくつかの有名な通りと交叉している。

## 名勝
ナジケルート周辺には数多くの名勝があり、北からヴィーグスジーンハーズ（喜劇場、1896年建立）、西駅 (1877年建立、ギュスターヴ・エッフェルらによる）、ニューヨーク・カフ（1894年開業）、アール・ヌーヴォーで有名なブダペスト応用美術館（1896年建立）等となっている。昨今ではスカーラ・メトロショッピングセンター（1984年）やウェストエンド・シティ・センター（1999年）等のショッピングセンターも人気を博している。また、これら以外にも多くの店舗が立ち並び、歴史的な建造物も数多くみられる。

## 交通

### 地下鉄
ブダペストにあるブダペスト地下鉄はナジケルートの地下に四つの駅を有している。北から順にM3の西駅、M1のオクトゴン駅、M2のブラハ・ルイザ広場駅、M3のコルヴィン街区駅となっている。2014年にはM4が開業し、ラーコーツィ広場に新たに駅が設置された。

### トラム

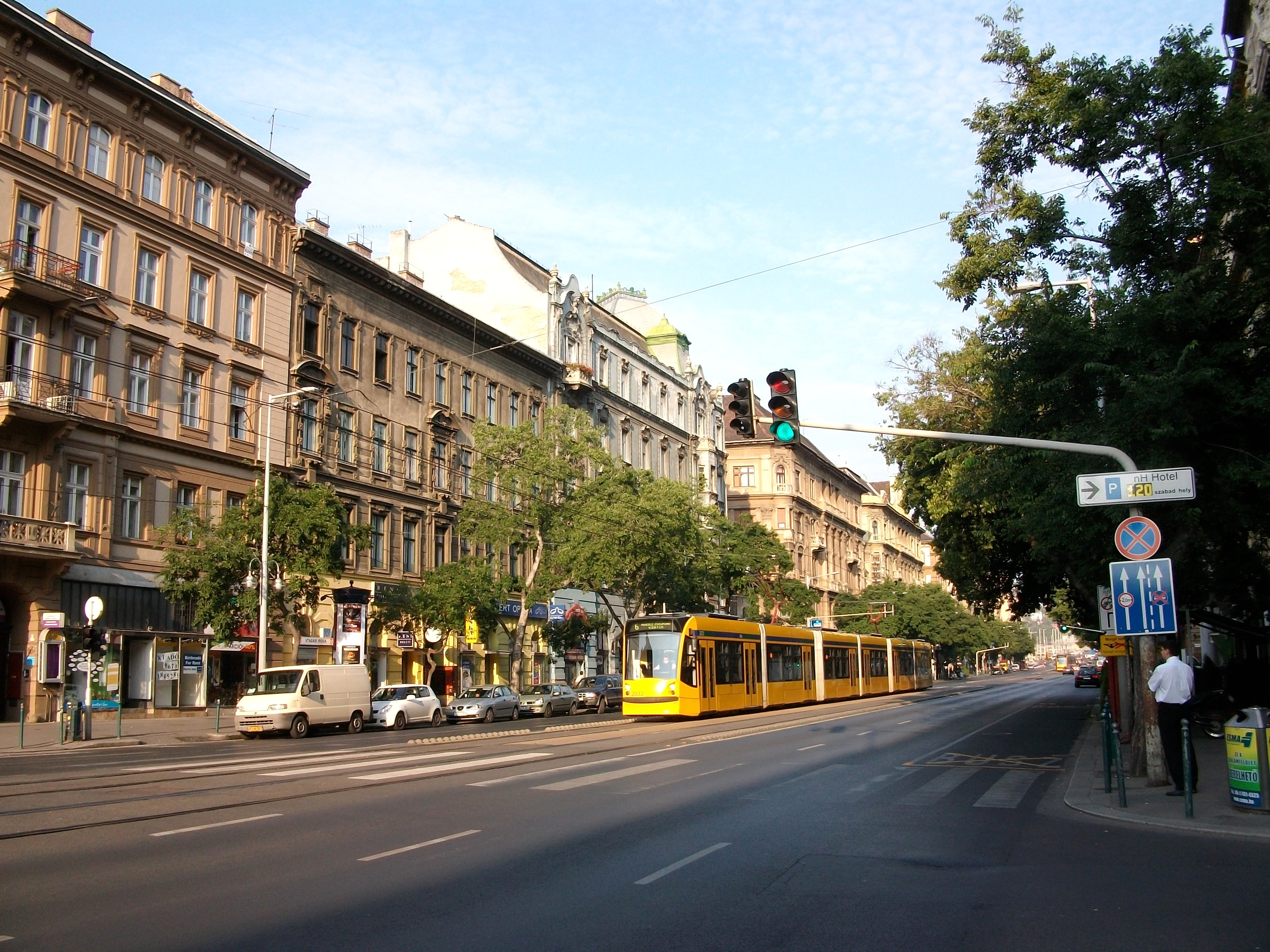
ナジケルート内の聖イシュトヴァーン通りを通過するコンビーノ・スプラ。

ナジケルートに於いて特徴的な交通はトラムであり、4系統と6系統が通り上を走っており、ブダのセール・カールマーン広場からペシュト地区を経てモーリッツ・シグモンド競技場を結んでいる。この路線の歴史は1887年に遡る。現在は8.5 kmの長さに21の駅を擁し、20万人の乗客を日々輸送する世界一利用客の多いトラム路線となっている。また、4系統と6系統の違いとしてはナジケルート南側終点二駅に至るか至らないかの違いである。
これらのトラムはブダペストでも特徴的であり、低床車両であるコンビーノのシーメンス社製コンビーノ・スプラを導入している。この車両は長さが54mあり、欧州のトラムでは最長となっている。2006年7月1日以降、トラムの駅は裾上げ、拡幅、現代化の工事を受け、電灯も追加され、路線自体の架線やポイントも修復された。その費用として34億フォリントを要した。

## 他の環状線
ブダペストには他にも二つの環状線が存在する。
- キシュケルート（小環状線の意）は1.5 km程度の長さの大通りである。
- ナジケルートの外側にも環状線は存在するものの、それ自体には特に名称を与えられていない。